# Bath County Pumped Storage Station
Die Bath County Pumped Storage Station ist ein Pumpspeicherkraftwerk im Bath County, im Norden des US-Bundesstaats Virginia. Das Wasserkraftwerk steht am südöstlichen Ende der Eastern Continental Divide, die an dieser Stelle die Grenze zwischen Virginia und West Virginia bildet. Das Kraftwerk besteht aus zwei Speicherbecken, die einen Höhenunterschied von 384 m aufweisen.
Das Kraftwerk hatte zunächst eine Generatorleistung von 2772 MW. Im Jahr 2004 wurde die Leistung erhöht; die sechs Generatoren haben jetzt je 510 MW und die Pumpen 480 MW Leistung. Der Betreiber gibt die Gesamtleistung mit 3.003 MW an. Der Bau kostete 1,6 Milliarden Dollar, das entspricht inflationsbereinigt heute 4 Milliarden Dollar. Bei den sechs Turbinen handelt es sich um Francis-Turbinen.
Die Besitzanteile am Kraftwerk liegen zu 60 % beim Betreiber Dominion Generation und zu 40 % bei Allegheny Power System.
Das Kraftwerk ging 1985 in Betrieb und war bis zur Inbetriebnahme zum Jahreswechsel 2021/22 des chinesischen Pumpspeicherkraftwerks Fengning das leistungsfähigste Pumpspeicherkraftwerk der Erde. Es dient – wie alle Pumpspeicherkraftwerke – zum Leistungsausgleich zwischen Zeiten mit niedrigem Energiebedarf und Zeiten mit hohem Energiebedarf.
Während des Betriebs schwankt der Wasserspiegel im oberen Becken (107 ha Fläche) um 32 m und im unteren Becken (225 ha Fläche) um 18 m. Im Generatorbetrieb fließen 852 m³/s Wasser durch die Rohre, im Pumpbetrieb 801 m³/s.
Der Damm des Unterbeckens ist 41 m hoch und 732 m lang, der des oberen 140 m hoch und 671 m lang. Der untere Damm besteht aus 3,1 Millionen Kubikmetern Schüttmaterial, der obere aus 13,8 Millionen m³.
Die natürlichen Zuflüsse zu den Speicherbecken sind der Back Creek und der Little Back Creek.